# Karin Wahlberg
Karin Wahlberg, född 10 oktober 1950 i Kalmar, är en svensk läkare och författare. Hon bor i Lund. 
Wahlberg debuterade som deckarförfattare 2001, med Sista jouren.
Sigrids hemlighet är den andra delen i Historiska Medias romanserie Släkten, där kända författare berättar Sveriges historia med utgångspunkt i en fiktiv släkt och dess medlemmars öden och historia.
Återkommande i hennes kriminalromaner är kriminalkommissarie Claes Claesson och hans fru Veronika Lundborg, överläkare på Oskarshamns lasarett. 
Under 2010-talet  och 2020-talet har Wahlberg författat fyra delar i en bokserie omkring ett lasarett 1950-talet Ekstad som fortsätter med två delar in på 1960-talet. Den fiktiva kuststaden är inspirerad av Karin Wahlbergs egen födelseort Kalmar.  
2016 kom hennes bok Cancerland - tur & retur ut, som skildrar hennes egna erfarenheter av att drabbas av tarmcancer. 

### Böcker om Claes Claesson
- Sista jouren (2001)
- Hon som tittade in (2002)
- Ett fruset liv (2003)
- Flickan med majblommorna (2004)
- Blocket (2006)
- Tröstaren (2007)
- Matthandlare Olssons död (2009)
- Glasklart (2011)
- De drabbade (2020)
- En god man (2022)

### Serien om lasarettet i 50-talets Ekstad
- Än finns det hopp (2013)
- Livet går vidare (2015)
- Lätta ditt hjärta (2018)
- Med liv och lust (2024)

### Övriga
- Sigrids Hemlighet (roman) (2009)
- Camilla och lögnen (ungdomsbok) (2009)
- Camilla och Micke (ungdomsbok) (2010)
- Cancerland - tur & retur: livet som läkare och patient (2016)